# Bagley, Iowa
Bagley är en ort i Guthrie County i Iowa. Enligt 2020 års folkräkning hade Bagley 233 invånare, en tydlig minskning från 354 invånare år 2000.